# ماهیچه بالابرنده نرم‌کام
ماهیچه بالابرنده نرم‌کام (لاتین: Levator veli palatini) کار بالا کشیدن و عقب کشیدن نرم‌کام را برعهده دارد.
خاستگاه آن نوک بخش خاری استخوان گیجگاهی و غضروف لوله شنوایی، پیوندگاه آن پهن‌زردپی (aponeurosis) کام نرم و عصب‌گیری‌اش از شبکه حلقی است.

## نگارخانه

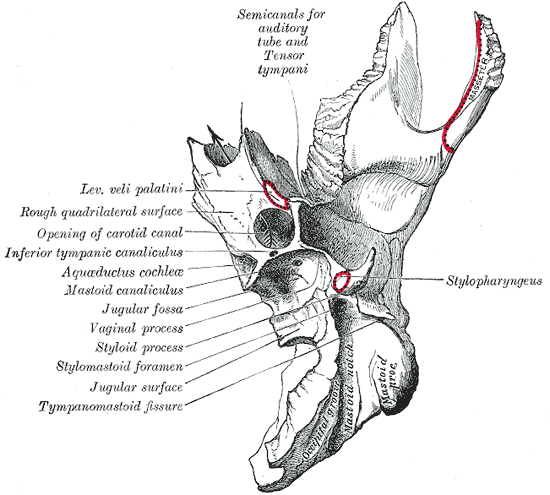